# Resolució 2014 del Consell de Seguretat de les Nacions Unides
En la Resolució 2014 del Consell de Seguretat de les Nacions Unides, adoptada per unanimitat el 21 d'octubre de 2011, el Consell de Seguretat va expressar "una greu preocupació per la situació al Iemen" i l'"empitjorament de la situació de seguretat" i va condemnar la violència i els abusos dels drets humans per part de les autoritats iemenites. També va demanar un augment del suport humanitari de la comunitat internacional, i va demanar que es posés fi a la violència al Iemen enmig d'una revolta vinculada a la Primavera Àrab, i el potencial de creixement d'Al-Qaeda a la Península Aràbiga. La resolució també va demanar al Secretari General que els informés sobre l'aplicació d'aquesta resolució tant dins dels "primers 30 dies ... i cada 60 dies posteriors". La resolució també va demanar al president Ali Abdullah Saleh que acceptés un pla de pau negociat pel Consell de Cooperació dels Estats del Golf per a una transferència ordenada de poder i un "alto el foc total i immediat" entre les faccions guerrilles dels partidaris de Saleh i els manifestants antigovernamentals. També va demanar una investigació independent sobre l'esdeveniment que va provocar a la violència.
Saleh va donar la benvinguda a la resolució; al mateix temps, les forces de seguretat iemenites van matar un manifestant.